# Caye Sable
Caye Sable – wyspa należąca do Haiti, położona w zatoce Gonâve. Znajduje się około 50 km w linii prostej od Port-au-Prince, w pobliżu południowo–wschodnich wybrzeży wyspy Gonâve. Ma powierzchnię 0,16 ha (mniej niż powierzchnia boiska do piłki nożnej) i zamieszkuje ją od 250 do 300 osób, co czyni ją jedną z najgęściej zaludnionych wysp na Ziemi. Na wyspę można dotrzeć łodzią z miejscowości Petite Anse.
Wyspa pozbawiona jest wody pitnej, kanalizacji i szkół. Jej zabudowę stanowią domy z drewna i blachy. Mieszkańcy czerpią żywność z rybołówstwa.